# Затока Боні
Затока Боні  (індонез. Teluk Bone), також відома як бухта Боні — затока, що розділяє південний і південно-східний півострови острова Сулавесі в Індонезії. Відкривається з півдня до моря Флорес.

## Межі
Міжнародна гідрографічна організація (МГО) визначає затоку Боні як одну з частин Східноіндійського архіпелагу. Вона визначається як води до півночі від «лінії від Tg. Lassa, Сулавесі, до найпівнічнішої точки острову Кабаена
(5°05′ пд. ш. 121°52′ сх. д. / 5.083° пд. ш. 121.867° сх. д.) і звідти по тому ж меридіану до узбережжя Сулавесі».